# Érione à pattes rousses
Haplophaedia assimilis
Espèce
Statut de conservation UICN

 LC  : Préoccupation mineure
Statut CITES
L'Érione à pattes rousses (Haplophaedia assimilis) est une espèce de colibris de la sous-famille des Lesbiinae et de la tribu des Heliantheini.

## Distribution
L'Érione à pattes rousses est présente au Pérou et en Bolivie.

Carte de répartition de l'espèce

## Référence
(en) « Neotropical Birds Online », Cornell Lab of Ornithology, 30 septembre 2011